# Myrcia maxonii
Myrcia maxonii là một loài thực vật có hoa trong Họ Đào kim nương.